# عبدالملکی (نهاوند)
عبدالملکی (نهاوند)، روستایی از توابع بخش خزل شهرستان نهاوند در استان همدان ایران است.

## مردم
مردم این روستا لر هستند و به زبان لری گویش نهاوندی سخن می گویند.

## جمعیت
این روستا در دهستانخزل قرار دارد و براساس سرشماری مرکز آمار ایران در سال ۱۳۹۵، جمعیت آن ۱۰۲۵ نفر (۳۳۴خانوار) بوده‌است.